# Aitor González
Aitor González Jiménez (ur. 27 lutego 1975 w Zumárraga) – hiszpański kolarz szosowy startujący wśród zawodowców w latach 1998–2005. Zwycięzca Vuelta a España (2002). Etapowy zwycięzca Tour de France (2004).

## Najważniejsze zwycięstwa
- 2001 – Vuelta Ciclista a Murcia
- 2002 – trzy etapy i klasyfikacja generalna Vuelta a España, dwa etapy w Giro d'Italia
- 2003 – etap w Giro d'Italia
- 2004 – etap w Tour de France
- 2005 – etap i klasyfikacja generalna Tour de Suisse